# Канас (муниципалитет)
Канас (порт. Canas)  —  муниципалитет в Бразилии, входит в штат Сан-Паулу. Составная часть мезорегиона Вали-ду-Параиба-Паулиста. Входит в экономико-статистический  микрорегион Гуаратингета. Население составляет 5220 человек на 2007 год. Занимает площадь 53,494 км². Плотность населения — 77,1 чел./км².
Праздник города —  22 марта.

## История
Город основан 30 декабря 1993 года.

## Статистика
- Валовой внутренний продукт на 2003 составляет 16.205.062,00 реалов (данные: Бразильский институт географии и статистики).
- Валовой внутренний продукт на душу населения на 2003 составляет 4.163,69 реалов (данные: Бразильский институт географии и статистики).
- Индекс развития человеческого потенциала на 2000 составляет 0,753 (данные: Программа развития ООН).

## География
Климат местности: субтропический. В соответствии с классификацией Кёппена, климат относится к категории Cfb.